# Рударство у Аустралији
Рударство у Аустралији већ је дуго значајна примарна индустрија и доприноси аустралијској економији пружајући приход од извоза, плаћања ауторских накнада и запошљавање. Историјски гледано, рударске експлозије подстакле су и раст становништва путем имиграције у Аустралију, посебно златну грозницу 1850-их. У прошлости је минирано много различитих руда, драгог камења и минерала, а широм земље се још увек минира разноликост.

## Преглед производње
У 2019. години, Аустралија је била други највећи светски произвођач злата; осми највећи произвођач сребра; шести највећи произвођач бакра; највећи произвођач руде гвожђа; највећи произвођач боксита; други највећи произвођач мангана; други највећи произвођач олова; трећи највећи произвођач цинка; трећи највећи произвођач кобалта; трећи највећи произвођач уранијума; шести највећи произвођач никла; осми највећи произвођач калаја; 14. највећи произвођач фосфата; 15. највећи произвођач сумпора; поред тога што је пети највећи произвођач соли. Аустралија је такође велики произвођач драгог камења. Она је највећи светски произвођач опала и један од највећих произвођача дијаманата, рубина, сафира и жада. У необновљивим изворима енергије 2020. године Аустралија је била 30. највећи произвођач нафте у свету, експоатишући 351,1 хиљада барела дневно. У 2019. године Аустралија је трошила милион барела дневно (20. највећи светски потрошач). Она је била 20. највећи светски увозник нафте у 2018. години (461,9 хиљада барела дневно). Аустралија је 2015. године била 12. највећи светски произвођач природног гаса, са 67,2 милијарде кубика годишње. У 2019. години она је била 22. највећи потрошач гаса (41,9 милијарди кубика годишње) и десети највећи извозник гаса у свету у 2015. години: 34милијарде кубика годишње. По производњи угља она је била четврта у свету у 2018. години: 481,3 милиона тона. Аустралија је други највећи извозник угља у свету (387 милиона тона у 2018. години).

## Историја
Рударство је било важан рани извор прихода од извоза у аустралијским колонијама и помогло је плаћање увоза потребног за растуће колонијалне економије. Сребро и касније бакар откривени су у Јужној Аустралији 1840-их, што је довело до извоза руде и досељавања квалификованих рудара и топионица. Први економски минерали у Аустралији били су сребро и олово у фебруару 1841. на Глен Османду, сада предграђу Аделејда у Јужној Аустралији. Рудници, укључујући Вил Голар и Вил Вокинс, отворили су се убрзо након тога. Вредност ових рудника убрзо је засењена открићем бакра на Капанди (1842), Бари (1845)  и на подручју Бакарног троугла (Мунта, Кадина и Валару) на врху попуострва Јорк  (1861).

### Златна грозница
Године 1851. злато је пронађено у близини Офире у Новом Јужном Велсу. Недељу дана касније злато је пронађено у новооснованој колонији Викторија. Аустралијски златни налети, посебно викторијански златни налет, имали су велики трајни утицај на Викторију и на Аустралију у целини. Прилив богатства које је злато донело убрзо је Викторију до сада учинило најбогатију колонију Аустралије и Мелбурн највећим острвским градом. Средином 1850-их, 40% светског злата произведено је у Аустралији.
Становништво Аустралије драстично се променило као резултат златне грознице: 1851. године становништво је чинило 437.655, а деценију касније 1.151.957. Брзи раст је углавном резултат "нових људи" (недавних имиграната из Велике Британије и других колонија царстава) који су допринели "грозници". Иако је већина викторијанских златних поља исцрпљена до краја 19. века, и иако је велики део профита враћен у Велику Британију, остало је довољно богатства за финансирање значајног развоја индустрије и инфраструктуре.

## Локација
Аустралија има рударску активност у свим својим државама и територијама. Савет за минерале у Аустралији процењује да је 0,02% копнене површине Аустралије директно под утицајем минирања.
Посебно значајна подручја данас обухватају подручја Голдфилдс, Пил и Пилбара у западној Аустралији, регија Хантр у Новом Јужном Велсу, слив Бовен у Квинсленду и долина Лачроб у држави Викторија и различити делови предграђа. Места попут Калгури, планина Ајса, планина Морган, Брокен Хил и Кубер Пиди позната су као рударски градови.
Главни активни рудници у Аустралији укључују:
- Олимпијска брана у Јужној Аустралији, рудник бакра, сребра и уранијума за који се верује да има највећи светски уранијум и у 2018. години производи 6% светске производње
- Рудник злата Супер Пит, који је заменио велики број подземних рудника у граду Болдар, западна Аустралија

## Минерали и ресурси
Велике количине минерала и ресурса:
- Руда гвожђа - Аустралија је била највећи светски произвођач у 2019. години, снабдевајући 580 милиона тона, 37% светске производње (39% светске производње метала у свету).[13]
- Никл - Аустралија је била пети највећи светски произвођач у 2019. години и произвела је 6,7% светске производње.[14]
- Алуминијум - Аустралија је била највећи светски произвођач боксита у 2019. години (27% светске производње), а други највећи произвођач глинице (15%), након Кине.[15]
- Бакар - Аустралија је била 2019. године највећи светски произвођач (5% светске производње).[16]
- Злато - Аустралија је била други највећи произвођач после Кине у 2019. години, произвевши 330 t (11.000.000 ozt), 10% светске производње.[17]
- Сребро - Аустралија је у 2019. години била шести највећи произвођач, произвевши 1.400 t (45.000.000 ozt), 5% светске производње.[18]
- Уранијум - Аустралија је одговорна за 12% светске производње и била је трећи највећи светски произвођач у 2018. години, после Казахстана и Канаде.[19]
- Дијамант - Аустралија има треће највеће комерцијално одржива лежишта после Русије и Боцване. [тражи се извор] Аустралија се такође може похвалити најбогатијом дијамантираним цевоводом чија производња достиже максималне нивое од 42 метричка тона (41 ЛТ / 46 СТ) годишње током 1990-их. [тражи се извор]
- Опал - Аустралија је највећи светски произвођач опала, који је одговоран за 95% производње.[20]
- Цинк - Аустралија је у 2019. била трећа иза Кине и Перуа у производњи цинка, произвевши 1,3 милиона тона, 10% светске производње.[21]
- Угаљ - Аустралија је највећи светски извозник угља и четврти највећи произвођач угља иза Кине, САД и Индије.[22]
- Уљни шкриљци - Аустралија има шесто највеће дефинисано богатство уљних шкриљаца.[23]
- Нафта - Аустралија је у 2019. години била тридесет трећи највећи произвођач нафте. [тражи се извор]
- Природни гас - Аустралија је највећи светски извозник УНП-а са 77,5 милиона тона у 2019.[24]
- Ретко земаљски елементи - Аустралија је у 2019. години била трећи највећи произвођач после Кине и САД, са 10% светске производње.[25]

Велики део сировина, ископаних у Аустралији, извози се у иностранство у земље, попут Кине, за прераду у рафинирани производ. Енергија и минерали чине две трећине укупног извоза Аустралије у Кину, а више од половине извоза аустралијске жељезне руде у Кину.

## Статистички графикон главних минералних ресурса Аустралије
Аустралија се сврстала међу топ четири по економским ресурсима за 21 примарни индустријски минерал, више него било која друга држава. Статистика је за децембар 2016.
Мерске јединице: т = тона; кт = килотонна (1.000 т); Мт = милион тона (1.000.000 т); Мц = милион карата (1.000.000 ц)
| Минерали                | Јединица мере | Показати Економски ресурси | Светски ранг ресурса | % светских ресурса | Производња (2016) | Светски ранг ресурса | % светских ресурса | Година ресурса по тренутној стопи производње |
| ----------------------- | ------------- | -------------------------- | -------------------- | ------------------ | ----------------- | -------------------- | ------------------ | -------------------------------------------- |
| Антимон                 | кт            | 139                        | 4                    | 9                  | 5.5               | 4                    | 4                  | 25                                           |
| Боксит                  | Мт            | 6,005                      | 2                    | 22                 | 82.15             | 1                    | 31                 | 73                                           |
| Угаљ, црни              | Мт            | 64,045                     | 4                    | 10                 | 566.3             | 4                    | 7                  | 113                                          |
| Угаљ, браон (лигнит)    | Мт            | 66,439                     | 2                    | 24                 | 63.3              | 5                    | 6                  | 1,050                                        |
| Кобалт                  | кт            | 1164                       | 2                    | 14                 | 5.47              | 5                    | 4                  | 213                                          |
| Бакар                   | Мт            | 87.78                      | 2                    | 12                 | .95               | 5                    | 5                  | 92                                           |
| Дијамант (индустријски) | Мц            | 115.84                     | 3                    | 18                 | 13.96             | 2                    | 24                 | 8                                            |
| Злато                   | т             | 9,800                      | 1                    | 17                 | 288               | 2                    | 9                  | 34                                           |
| Руда гвожђа             | Мт            | 49,588                     | 1                    | 29                 | 858               | 1                    | 38                 | 58                                           |
| Олово                   | Мт            | 24.09                      | 1                    | 40                 | .45               | 2                    | 9                  | 54                                           |
| Литијум                 | кт            | 2,730                      | 3                    | 18                 | 14                | 1                    | 41                 | 195                                          |
| Магнезијум              | Мт            | 219                        | 4                    | 13                 | 3.2               | 4                    | 9                  | 68                                           |
| Никл                    | Мт            | 18.5                       | 1                    | 24                 | .204              | 5                    | 9                  | 91                                           |
| Ретко земаљски елементи | Мт            | 3.43                       | 6                    | 3                  | .014              | 2                    | 11                 | 245                                          |
| Сребро                  | кт            | 89.29                      | 2                    | 16                 | 1.42              | 5                    | 5                  | 63                                           |
| Калај                   | кт            | 486                        | 4                    | 10                 | 6.64              | 7                    | 2                  | 73                                           |
| Титанијум               | Мт            | 276.1                      | 2                    | 17                 | 1.7               | 2                    | 10                 | 162                                          |
| Волфрам                 | кт            | 391                        | 2                    | 12                 | .11               | 12                   | .40                | 1,151                                        |
| Уранијум                | кт            | 1,212                      | 1                    | 29                 | 6.31              | 3                    | 10                 | 192                                          |
| Ванадијум               | кт            | 2,111                      | 4                    | 11                 | 0                 | 0                    | NA                 | NA                                           |
| Цинк                    | Мт            | 63.5                       | 1                    | 28                 | .884              | 3                    | 7                  | 75                                           |
| Цирконијум              | Мт            | 72.1                       | 1                    | 67                 | .60               | 1                    | 31                 | 120                                          |

### Експлоатација угља
Угаљ се минира у свим државама Аустралије осим Јужне Аустралије. Користи се за производњу електричне енергије и извоз. Укупно 54% ископаног угља у Аустралији се извози, већином у источну Азију. У 2000-01, 258.5 милион тона угља је минирано и 193.6 милион тона је извезено, повећавајући се на 261 милион тона извоза у 2008–09. Угаљ такође обезбеђује око 85% производње електричне енергије у Аустралији. Аустралија је водећи светски извозник угља.

### Ископавање уранијума
Ископавање уранијума у Аустралији почело је почетком 20. века у Јужној Аустралији. У 2016. години Аустралија је садржала 29% светски дефинисаних ресурса уранијума. Три највеће руднике уранијума у земљи су Олимпијска брана, рудник уранијума Ренџер и рудник уранијума Беверли. Будућа производња очекује се од рудника уранијума Медени мецес и планираног рудника уранијума Четири километра .

### Природни гас
На основу извештаја ЦСИРО за 2008. годину, Аустралија је проценила да је напунила залихе гаса са око 140 трилиона кубних метара или довољно за испуњавање потреба града са милион становника током 2.800 година.

## Предузетници и магнати
У различитим фазама у историји рударске индустрије у Аустралији, поједини рударски менаџери, директори и инвеститори стекли су значајно богатство и накнадни публицитет. У већини случајева појединци су проглашени Рударским магнатима или Аустралијским рударским предузетницима .

## Економија
У Аустралији послују бројне велике мултинационалне рударске компаније, укључујући БХП Билитон, Њубкрест, Рио Тинто, Алкоа, Чалко, Шенуа (кинеска рударска компанија), Алкан и Екстрата. На Аустралијској берзи (АСКС) котира и мноштво малих компанија за рударство и истраживање минерала. Свеукупно, сектор ресурса представља готово 20% АСКС тржишта по капитализацији, а готово трећину компанија које се котирају.
Рударство доприноси око 5,6% аустралијског бруто домаћег производа. То је пораст од само 2,6% 1950, али пад од преко 10% у време федерације 1901. Супротно томе, извоз минерала доприноси око 35% извоза у Аустралији. Аустралија је највећи светски извозник угља (35% међународне трговине), жељезне руде, олова, дијаманата, рутила, цинка и цирконијума, други је највећи злато и уранијум, а трећи највећи алуминијум. Јапан је био главни купац аустралијског извоза минерала средином 1990-их.
Од развијених земаља, можда само Канада и Норвешка имају рударство као тако значајан део економије. Поређења ради, у Канади рударство представља око 3,6% канадске економије и 32% извоза, а у Норвешкој рударство, којим доминира нафта, представља око 19% БДП-а и 46% извоза. Поређења ради, у Сједињеним Државама рударство представља само око 1,6% БДП-а.
Рударски сектор запошљава релативно мали број људи, око 2% укупне радне снаге.

## Технологија и услуге
Извоз рудничких услуга, опреме и технологије у Аустралији износи више од две милијарде долара годишње.

## Околина и политика
Аустралија је трећи највећи извозник потенцијала за испуштање угљен-диоксида фосилних горива. „Аустралијски рудници око 57 тона ЦО2 потенцијала по особи сваке године, што је око 10 пута више од глобалног просека“.
Ископавање је имало знатан утицај на животну средину у неким деловима Аустралије. Историјски гледано, викторијански златни налет био је почетак економског раста земље, што је довело до великих пораста становништва. Међутим, такође је дошло до крчења шума, последичне ерозије и загађења на минираним површинама. Утицај на пејзаж у близини Бендига и Баларата и данас се може видети. Планине Квинставна, планине Тасманије такође су потпуно зацрвенеле комбинацијом сеча и загађења од минске топионице, а и дан данас остају голе. Процењује се да 10 милион хектара земље погођено је током историје рударства у Аустралији. Пошто су рудници у Аустралији распоређени у различитим климатским условима, знање стечено обновом једног рудника није лако екстраполирати на друга налазишта.
Ископавање уранијума било је контроверзно, делом и због наводног утицаја на животну средину, али више због његове крајње употребе у нуклеарној енергији и нуклеарном оружју. Аустралијска лабуристичка странка, једна од две главне аустралијске партије, води политику "без нових рудника уранијума". Од 2006. године, повећана светска потражња за уранијумом довела је до одређеног притиска, како изнутра тако и споља, на аустралијске лабуристе, за промену политике. Аустралија је учесница међународних напора за ширење оружја намењених томе да се осигура да се никакав извезени уранијум не користи у нуклеарном оружју.

## Рударске катастрофе

### Нови аустралијски рудник злата
Кресвик на викторијанским златним пољима био је налазиште новог аустралијског брутог рудника бр. 2 оловног злата. У 4:45 у уторак, 12. децембра 1882. године, 29 рудара је заробљено под земљом поплавним водама које су дошле из поплављеног паралелно потопљеног окна рудника бр. 1, преживело је само пет људи и испливало је на површину. Упркос дводневном бесном пумпању вода је напунила рударско окно. Заробљени мушкарци стругали су последње белешке својим најближима на конзервама пре него што су се утопили. Неки од њих су чувани и још увек носе поруке. Мушкарци који су погинули оставили су 17 удовица и 75 самохране деце.

### Планина Кембла
Године 1883. отворен је рудник угља у близини планине Кембла, у округу Илавара у Новом Јужном Велсу. Године 1902. у руднику је дошло до експлозије и 96 мушкараца и дечака изгубило је живот, било на послу или током покушаја да спасе животе других. Свака породица у селу изгубила је сродника. Комеморација се одржава 31. јула у Меморијалној цркви брда Кембла Војника и рудара. Ово је најгора рударска катастрофа у историји Аустралије.

### Балмеин Колери
Балмеин Колери био је смештен у Брчгрову, у Новом Јужном Велсу и производио је угаљ од 1897. до 1931. године и природни гас до 1945. године. У овом периоду 10 рудара је изгубило живот у три одвојена инцидента:
Инцидент 1900. године
Дана 17. марта 1900. године, шест рудара спуштено је низ Биртдеј осовину. Висина од 1424 метра у коју су путовали, ухваћена на пројекцији, преврнула се и петорица од шесторице мушкараца пала су у смрт у осовину. Као резултат ове несреће, измењен је Закон о рударству како би се обезбедиле водилице у осовинама како би се спречило љуљање или превртање канте.
Инцидент 1932. године
Године 1932, годину дана након затварања рудника, испод Биртдеј осовине је потонуо шест инчни отвор за пуштање природног гаса на површину. Током потапања проврта, два човека су убијена када се гас запалио и експлодирао.
Инцидент 1945. године
За време затварања Биртдеј осовине 20. априла 1945. године, извршено је рудиментарно тестирање које је запалило гас који је пуцао и изазвало експлозију испод пломбе. Директор компаније и два мушкарца су погинула у несрећи, а још двојица су повређени.

### Северна Гора Лајл
Дана 12. октобра 1912. године пожар у Лајлу на Северној гори узроковао је смрт 42 рудара и захтевао је да се апаратима за дисање великом брзином превозе из викторијанских мина како би се спасили заробљени рудари. Следећа краљевска комисија није била убедљива у питању.

### Планина Малагн
У далеком Северном Квинсленду догодила се катастрофа рудника планине Малагн 1921. године. Експлозија угљене прашине убила је седамдесет и пет мушкараца. 

### Маура
Четири озбиљне несреће догодиле су се у рудницима у граду Маура у централном Квинсленду. Прва несрећа одузела је животе 13 мушкараца у септембру 1975. У јулу 1986. године дошло је до експлозије у руднику Маура број 4. Дванаест рудара угља изгубило је живот у овој катастрофи која је изазвала контроверзу након што су стручњаци тврдили да је несрећу могуће избећи. Још једна експлозија убила је два мушкарца у јануару 1994. године, а само осам месеци касније још једна експлозија дубоко под земљом одузела је животе 11 мушкараца.

### Бронзвинг
Дана 26. јуна 2000. у рудник злата Бронзвинг у западној Аустралији (400 километара од Калгурие), 18.000 кубика суспензије песка, муља, блата и стена пробило се кроз складишни зид. Двојица мушкараца (Тимотхи Ли Бел, 21, Шеин Хамел, 45) су убијени, а осам је побегло из несреће. Требало је више од месец дана да би повукли мушкарце са места.

### Булаи
1887 У 2.30 23. марта 1887. у експлозији у руднику Булаи у Новом Јужном Велсу погинуло је 81 особа. Основана је посебна комисија која је истраживала експлозију и закључила:
.да је експлозија проузрокована мочварним гасом или угљен хидратом који се нагомилао на лицу. Да је непосредни узрок вероватно био пламен са набубреног метака који је рудар испалио у угљен у глави бр. 2.
Ова експлозија гаса ширила је експлозију угљене прашине и путовала према свежем ваздуху на површини. Комисија је такође била мишљења да су заменик, Оверман и у мањој мери менаџер криви за допринос непажње.
1965. 9. новембра 1965. џеп бензина запалио се у плочи неколико стотина метара од главне осовине и убио четири рудара. Десет спасилачких тимова рудника и спасилачка станица Јужних мина радили су целу ноћ на гашењу ватре.

### Бокс Флат Мајн
У руднику Бокс Флат Мајн у Сванбанку, југоисточни Квинсланд, изгубљено је 17 рудара након што се 31. јула 1972. догодила подземна експлозија гаса. Касније је други мушкарац преминуо од повреда задобијених у експлозији. Ушћа минскога тунела су била запечаћена, а рудник је недуго затим затворен.

## Аустралијско рударство у књижевности, уметности и филму
- Хенри Лавсон (Henry Lawson), Мате његовог оца из филма "While The Billy Boils", 1896. (кратка прича)
- Никл Квин (Nickel Queen), заснована на паду никла у западној Аустралији касних 1960-их
- Колин Тила (Colin Thiele), "The Fire in the Stone" (књига која је постала филм)
- Венди Ричардсон (Wendy Richardson), "Windy Gully" 1989 (игра)
- Kонал Фицпатрик (Conal Fitzpatrick), "The Book of Voices" 2002 (поезија)  0-9581287-0-7
- Хенри Хандел Ричхардсон (Henry Handel Richardson), "The Fortunes of Richard Mahony: Australia Felix" се одвија у хаосу раног злата Баларат.
- Ричард Ловенстин (Richard Lowenstein), "Strikebound" (филм из 1984).
- Тим Бурстал (Tim Burstall), "The Last of the Knucklemen" (филм из 1979. године, према драми Џона Повера (John Power), који је такође написао новинацију филма).
- Крив Стендерс (Kriv Stenders), "Red Dog" (филм из 2011. године, базиран на истинитој причи)